# Зислин, Игорь
Игорь Зислин (нем. Igor Zislin; род. 13 июля 1968 года) — игрок в хоккей с мячом, игрок сборной Германии.

## Карьера
Выпускник НЭТИ.
Проживает во Франкфурте. Тренирует любительский клуб «5 озёр».